# Баранжиева, Сусанна Погосовна
Сусанна Погосовна Баранжиева — киносценарист, один из авторов проекта «Реальность».

## Биография
Родилась в городе Акмолинск в Казахской ССР в семье рабочих.
В 1973 закончила отделение журналистики филологического факультета Ростовского государственного университета.
Работала журналистом в Армении. Заведовала отделом в журнале «Литературная Армения».
В 1997—2001 — работала на ГТРК «Дон-ТР» в Ростове-на-Дону, руководила программой «Провинциальный салон». За съёмку фильма «Чистый четверг» творческая группа фильма была уволена руководством «Дон-ТР».
В 2000—2012 годах как постоянный киносценарист документалиста Александра Расторгуева принимала участие в создании фильмов «Мамочки», «Чистый четверг», «Дикий, дикий пляж. Жар нежных», «Я тебя люблю», «Я тебя не люблю» и другие. Как соавтор картины «Дикий, дикий пляж. Жар нежных» (2006) удостоена специального приза жюри на XIX Международном фестивале документального кино в Амстердаме, а участие в работе над лентой «Мальки и мамки» (2008) отмечено специальным призом жюри Артдокфеста. Говоря о творческом тандеме Расторгуева и Баранжиевой, киновед Виктор Матизен отметил, что их талант «заключается в нескольких вещах: 1) способности выбрать натуру и так в ней освоиться, что предкамерная реальность кажется подсмотренной, 2) высмотреть в этой реальности то, что не способны углядеть многочисленные дилетанты с видеокамерами и 3) смонтировать отдельные куски снятой реальности в единое и шокирующее целое».
С декабря 2012 работает над проектом «Реальность» (вместе с Алексеем Пивоваровым, Александром Расторгуевым, Павлом Костомаровым, Дмитрием Кубасовым и Антуаном Каттиным), проводит кастинг, ищет потенциальных героев проекта.

## Сценарист
- 2012 — Я тебя не люблю
- 2011 — Я тебя люблю
- 2008 — Мальки и мамки
- 2006 — Дикий, дикий пляж. Жар нежных
- 2003 — Чистый четверг
- 2001 — Мамочки (совместно с Виталием Манским)
- 2001 — Гора
- 2000 — Твой род
- 2000 — Век мой

Режиссёр этих фильмов Александр Расторгуев. Соавтором фильмов «Я тебя люблю» и «Я тебя не люблю» является Павел Костомаров. Фильмы награждены премиями в области неигрового кино («Триумф», «Лавр», «Белый Слон») и наградами международных кинофестивалей.